# Carla Sacramento
Carla Cristina Paquete do Sacramento (São Sebastião da Pedreira, 10 dicembre 1971) è un'ex mezzofondista portoghese.
In carriera si è laureata campionessa mondiale outdoor ed europea indoor dei 1500 metri piani. Ai Giochi olimpici il suo miglior piazzamento è stato il 6º posto ad Atlanta 1996. Nella stessa edizione dei Giochi olimpici è stata portabandiera per il Portogallo alla cerimonia di chiusura.

## Record nazionali

### Seniores
- 800 metri piani: 1'58"94 ( Zurigo, 13 agosto 1997)
- 800 metri piani indoor: 2'00"81 ( Siviglia, 17 febbraio 1995)
- 1500 metri piani: 3'57"71 ( Monaco, 8 agosto 1998)
- 1500 metri piani indoor: 4'04"11 ( Liévin, 25 febbraio 2001)
- 3000 metri piani: 8'30"22 ( Monaco, 4 agosto 1999)
- 3000 metri piani indoor: 8'36"79 ( Birmingham, 17 febbraio 2002)

## Palmarès
| Anno | Manifestazione    | Sede          | Evento         | Risultato  | Prestazione | Note                                     |
| ---- | ----------------- | ------------- | -------------- | ---------- | ----------- | ---------------------------------------- |
| 1988 | Mondiali juniores | Sudbury       | 800 m piani    | Semifinale | 2'07"24     |                                          |
| 1989 | Mondiali di cross | Stavanger     | Corsa juniores | 17ª        | 16'23"      |                                          |
| 1989 | Europei juniores  | Varaždin      | 800 m piani    | 4ª         | 2'04"58     |                                          |
| 1989 | Europei juniores  | Varaždin      | 4×400 m        | Batteria   | 3'43"68     |                                          |
| 1990 | Mondiali di cross | Aix-les-Bains | Corsa juniores | 40ª        | 15'12"      |                                          |
| 1990 | Mondiali juniores | Plovdiv       | 800 m piani    | 4ª         | 2'04"83     |                                          |
| 1990 | Mondiali juniores | Plovdiv       | 1500 m piani   | 4ª         | 4'15"29     |                                          |
| 1992 | Europei indoor    | Genova        | 800 m piani    | 4ª         | 2'02"90     |                                          |
| 1992 | Europei indoor    | Genova        | 1500 m piani   | Batteria   | dnf         |                                          |
| 1992 | Giochi olimpici   | Barcellona    | 800 m piani    | Semifinale | 2'02"85     |                                          |
| 1992 | Giochi olimpici   | Barcellona    | 1500 m piani   | Semifinale | 4'05"54     |                                          |
| 1993 | Mondiali indoor   | Toronto       | 1500 m piani   | 7ª         | 4'13"41     |                                          |
| 1993 | Mondiali          | Stoccarda     | 800 m piani    | Batteria   | 2'03"74     |                                          |
| 1993 | Mondiali          | Stoccarda     | 1500 m piani   | 11ª        | 4'09"15     |                                          |
| 1994 | Europei indoor    | Parigi        | 800 m piani    | Bronzo     | 2'01"12     |                                          |
| 1994 | Europei           | Helsinki      | 800 m piani    | 6ª         | 2'00"01     |                                          |
| 1994 | Europei           | Helsinki      | 1500 m piani   | 6ª         | 4'20"62     |                                          |
| 1995 | Mondiali indoor   | Barcellona    | 1500 m piani   | Argento    | 4'13"02     |                                          |
| 1995 | Mondiali          | Göteborg      | 1500 m piani   | Bronzo     | 4'03"79     |                                          |
| 1996 | Europei indoor    | Stoccolma     | 1500 m piani   | Oro        | 4'08"95     |                                          |
| 1996 | Giochi olimpici   | Atlanta       | 1500 m piani   | 6ª         | 4'03"91     |                                          |
| 1997 | Mondiali indoor   | Parigi        | 1500 m piani   | 5ª         | 4'06"33     |                                          |
| 1997 | Mondiali          | Atene         | 1500 m piani   | Oro        | 4'04"24     | Miglior prestazione personale stagionale |
| 1997 | Universiadi       | Catania       | 1500 m piani   | Argento    | 4'10"40     |                                          |
| 1998 | Mondiali di cross | Marrakech     | Corsa breve    | 19ª        | 13'06"      |                                          |
| 1998 | Europei           | Budapest      | 1500 m piani   | Argento    | 4'12"62     |                                          |
| 1999 | Mondiali          | Siviglia      | 1500 m piani   | 5ª         | 4'01"29     |                                          |
| 2000 | Mondiali di cross | Vilamoura     | Corsa breve    | 7ª         | 13'12"      |                                          |
| 2000 | Giochi olimpici   | Sydney        | 1500 m piani   | 10ª        | 4'11"15     |                                          |
| 2001 | Mondiali di cross | Ostenda       | Corsa breve    | 7ª         | 15'07"      |                                          |
| 2001 | Mondiali indoor   | Lisbona       | 1500 m piani   | 4ª         | 4'11"76     |                                          |
| 2001 | Mondiali          | Edmonton      | 1500 m piani   | 4ª         | 4'03"96     |                                          |
| 2002 | Mondiali di cross | Dublino       | Corsa breve    | 25ª        | 14'20"      |                                          |
| 2002 | Europei indoor    | Vienna        | 3000 m piani   | Argento    | 8'53"96     |                                          |
| 2002 | Europei           | Monaco        | 1500 m piani   | 12ª        | 4'17"01     |                                          |
| 2003 | Mondiali          | Saint-Denis   | 1500 m piani   | Semifinale | 4'13"14     |                                          |
| 2004 | Giochi olimpici   | Atene         | 1500 m piani   | Semifinale | 4'10"85     |                                          |

## Altre competizioni internazionali
1994
- 6ª alla Grand Prix Final ( Parigi), 1500 m piani - 4'06"05

1996
- 8ª alla Grand Prix Final ( Milano), 1500 m piani - 4'13"22

1997
- Oro alla Grand Prix Final ( Fukuoka), miglio - 4'40"25

1998
- Bronzo alla Grand Prix Final ( Mosca), 1500 m piani - 4'05"82
- Bronzo in Coppa del mondo ( Johannesburg), 1500 m piani - 4'11"66

2000
- 5ª alla Grand Prix Final ( Doha), 1500 m piani - 4'19"35

2001
- Argento alla Grand Prix Final ( Melbourne), 1500 m piani - 4'04"41

2002
- 7ª alla Grand Prix Final ( Parigi), 1500 m piani - 4'05"74

2003
- 9ª alla World Athletics Final ( Monaco), 3000 m piani - 9'23"14